# Ludwig Elsbett
Ludwig Elsbett (Salz, 8 de novembro de 1913 — 28 de março de 2003) foi um engenheiro alemão.
Inventou o motor Elsbett.